# Moritz Wesseler
Moritz Wesseler (* 1980 in Bremerhaven) ist ein deutscher Kunsthistoriker und Kurator. Seit 1. November 2018 ist Wesseler Direktor des Museums Fridericianum in Kassel.

## Biografie
Wesseler, geboren 1980 in Bremerhaven, studierte Betriebswirtschaftslehre und Kunstgeschichte an der Uni Mainz und in Paris. Parallel zu seinem Studium organisierte er mit internationalen Künstlern Ausstellungen. So zeigte er Akteure wie Martin Boyce, Ceal Floyer, Anri Sala oder Cathy Wilkes. Zeitgleich gab er Künstlerbücher sowie Kataloge unter anderem zu Gregor Schneider, Luc Tuymans oder Christopher Williams heraus und begann mit dem Aufbau des Archivs des Kabinetts für aktuelle Kunst in Bremerhaven, das 1967 von seinem Vater Jürgen Wesseler gegründet worden war. Nach dem Abschluss seiner Ausbildung arbeitete er an der Kunstsammlung Nordrhein-Westfalen in Düsseldorf und begleitete die Ausstellungsreihe Double am Museum für Moderne Kunst in Frankfurt am Main. 
Er arbeitete ab 2013 als Leiter des Kölnischen Kunstvereins, an dem er vielbeachtete Ausstellungen von internationalen Künstlern wie Ketuta Alexi-Meskhishvili, Uri Aran, Darren Bader, Talia Chetrit, Leidy Churchman, Alex Da Corte, Nathalie Djurberg & Hans Berg, João Maria Gusmão + Pedro Paiva, Petrit Halilaj, Cameron Jamie, Annette Kelm, Walter Price, Stephen G. Rhodes, Pietro Roccasalva, Avery Singer, Christiana Soulou, Andra Ursuta oder Andro Wekua realisierte. Parallel zur Umsetzung dieser Präsentationen lag ein besonderer Schwerpunkt seiner Programmatik auf der Vermittlungsarbeit sowie auf der Öffnung des Kölnischen Kunstvereins in Richtung eines breiteren Publikums. So wurden in der Institution in regelmäßigem Turnus Vorträge, Gespräche, Konzerte und Performances ausgerichtet, während sie gleichzeitig eine große Beitrittswelle durch die Einführung der sog. Vereinsgabe erlebte, einer kostenlosen Editionsserie, die von den prominenten Künstlern Rosemarie Trockel, Lawrence Weiner, Kai Althoff, Isa Genzken sowie Luc Tuymans gestaltet wurde.
Seit dem 1. November 2018 ist Moritz Wesseler Direktor des Fridericianum in Kassel.
Neben seiner Tätigkeit als Kurator publiziert er regelmäßig Bücher und Texte zur Kunst des 20. Jahrhunderts sowie der Gegenwart und beteiligt sich an nationalen sowie internationalen Fachjurys.

## Veröffentlichungen (Auswahl)
- Hrsg.: Gregor Schneider ~ N. Schmidt, 2001-2003, Bremerhaven 2006.
- Palermo. Bekannte Fakten und einige neue Erkenntnisse zu seiner Person, in: Palermo, hrsg. von Ulrike Groos, Vanessa Joan Müller und Susanne Küper, Ausstellungskatalog Düsseldorf, Kunsthalle und Kunstverein für die Rheinlande und Westfalen 2007, Köln 2007.
- Hrsg.: Luc Tuymans ~ Ende, mit einem Gespräch von Udo Kittelmann mit Luc Tuymans, einem Statement von Anri Sala, Luc Tuymans und einer Einführung von Moritz Wesseler, Salon Verlag, Köln 2009, ISBN 978-389770303-2 (Dokumentation der gleichnamigen Ausstellung im Kabinett für aktuelle Kunst, Bremerhaven, 9. September – 18. November 2007) (deutsch/englisch, Übersetzung Stephen Reader und Corinna Dirting).
- mit Mario Kramer (Hrsg.): Andreas Slominski und Gregor Schneider ~ Hochzeit, Frankfurt am Main 2009.
- (Hrsg.): Anri Sala. Title Suspended, mit Textbeiträgen und einem Interview von Moritz Wesseler mit Anri Sala (anlässlich der Präsentationen von Anri Sala im Kabinett für aktuelle Kunst in Bremerhaven sowie im MMK Museum für Moderne Kunst in Frankfurt am Main), Salon Verlag, Köln 2010, ISBN 978-3-89770-367-4 (in englischer Sprache).
- Gregor Schneider ~ physisch/psychisch, in: Neues Rheinland. Die postironische Generation, hrsg. von Markus Heinzelmann und Stefanie Kreuzer, Ausstellungskatalog Museum Schloss Morsbroich Leverkusen 2010–2011, Berlin 2010.
- Vom Großen zum Kleinen (und zurück), in: Werkstatt. Matthias Weischer, hrsg. vom Museum der bildenden Künste Leipzig, München/London/New York 2011.
- Cloud Cities, in: Tomás Saraceno, hrsg. von Marion Ackermann, Daniel Birnbaum, Udo Kittelmann und Hans Ulrich Obrist, Kat. Ausst., Berlin und Düsseldorf {Hamburger Bahnhof – Museum für Gegenwart und K21 Ständehaus} 2011–2012, Berlin 2011.
- zusammen mit Stefan Kalmár, Jordan Wolfson und Valerie Malsburg: Jordan Wolfson (8. September 2011 bis 15. Januar 2012, Kunstsammlung Nordrhein-Westfalen K20 K21, Düsseldorf, Schmela-Haus), deutsch/englisch (Übersetzung Lance Anderson und Uta Grosenick), Distanz-Verlag, Berlin 2012, ISBN 978-3-942405-48-5.
- (Hrsg.): Program. Christopher Williams, Köln 2012.